# Food Markets: Profumi e sapori a km 0
Food Markets: Profumi e sapori a km 0  è una serie di documentari italiana prodotta a partire dal 2013 da Stefilm e trasmessa dalle reti Rai, sui canali Rai5 e in seguito su Rai1.

## Trama
Il programma descrive i mercati presenti nelle città: racconta le storie che si nascondono dietro ogni prodotto messo sui banchi dei mercati e porta a scoprire i luoghi da cui arrivano.
In ogni puntata vengono descritti i prodotti locali che vengono venduti nel mercato, come vengono prodotti e come vengono utilizzati in cucina seguendo la stagionalità dei prodotti.
Dal 2023 il programma va in onda su " Sky Documentaries "

## Puntate
| Stagione         | Episodi | Prima TV Italia |
| ---------------- | ------- | --------------- |
| Prima stagione   | 5       | 2013            |
| Seconda stagione | 5       | 2015            |
| Terza stagione   | 5       | 2017            |
| Quarta stagione  | 5       | 2021            |

## Prima stagione (2013)
- Torino - Porta Palazzo: Il mercato di Torino, Porta Palazzo
- Budapest - Központi Vásárcsarnok:  Il Mercato Centrale di Budapest
- Vienna - Naschmarkt: Il Naschmarkt è il principale mercato di Vienna
- Lione - La Croix Rousse:  Il mercato La Croix Rousse di Lione
- Barcellona - La Boqueria: La Boqueria è il mercato coperto di Barcellona situato lungo La Rambla

## Seconda stagione (2015)
- Firenze - Mercato Centrale : Il Mercato Centrale di Firenze
- Friburgo - Münstermarkt: Il Münstermarkt di Friburgo in Brisgovia  è un mercato di strada che si snoda intorno alla cattedrale.
- Tolosa - Marché Victor Hugo
- Zagabria - Dolac Market: Il Dolac Market di Zagabria è caratteristico per le Kumice, le donne che vendono in questa piazza i prodotti dei loro giardini
- Riga - Centraltirgus: Il Centraltirgus è il mercato alimentare più grande d'Europa: è situato nel centro storico di Riga che è stato proclamato patrimonio dell'Unesco.

## Terza stagione (2017)
- Lisbona - Mercato da Ribeira
- Palermo - Ballarò: Il mercato di Ballarò di Palermo è il più grande della città
- Amsterdam
- Monaco di Baviera - Viktualienmarkt
- Helsinki - Vanha Kauppahalli: Il Vanha Kauppahalli di Helsinki è il più antico mercato del paese

## Quarta stagione (2021)
- Bergen - Fisketorget
- Cagliari - Mercato di San Benedetto
- Cork - English Market
- Salonicco - Kapani
- Valencia - Mercado Central

## Distribuzione
Food Markets è distribuito in 30 paesi del mondo, in particolare nei paesi asiatici e in Nord America.

## Riconoscimenti
- 2013: Best Foreign Language Program all'International Taste Awards (San Francisco - USA)[2]